# Fred Astaire

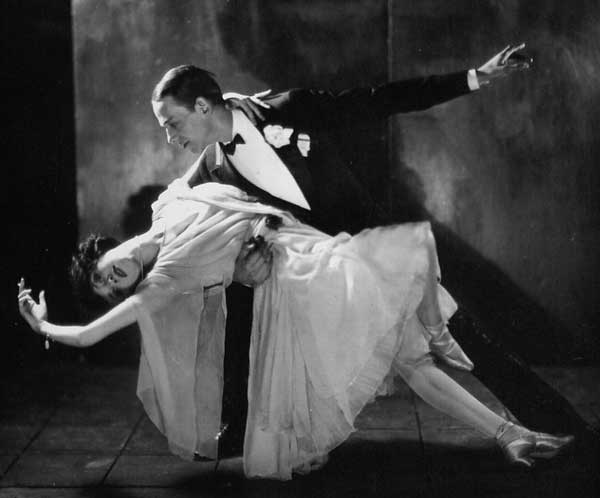
Fred Astaire i Adele Astaire, 1921

Fred Astaire, właśc. Frederick Austerlitz (ur. 10 maja 1899 w Omaha, zm. 22 czerwca 1987 w Los Angeles) – amerykański aktor, tancerz, wokalista. Był jednym z najpopularniejszych aktorów wśród tancerzy i najlepszym tancerzem wśród aktorów XX wieku. American Film Institute umieścił go na 5. miejscu na liście największych aktorów wszech czasów (The 50 Greatest American Screen Legends).

## Życiorys
Był synem żydowskiego imigranta z Austrii, Friedricha Emanuela Austerlitza i Niemki, Johanny z d. Geilus. Zaczął występować w wieku 7 lat z siostrą Adele w duecie, który rozpadł się dopiero po jej zamążpójściu w 1931. Jego partnerkami były między innymi Joan Crawford w Tańczącej Wenus (1933), Ginger Rogers, z którą nakręcił dziewięć filmów, oraz Rita Hayworth, z którą grał w Marzeniach o karierze (1941) i w Mojej najmilszej (1942). Występował też z Judy Garland w Paradzie wielkanocnej (1948) oraz w kilku filmach z Cyd Charisse.
W jego filmach narracja jest prowadzona środkami muzycznymi, a postacie wypowiadają się w romantycznych sekwencjach tanecznych, filmowanych w długich płynnych ujęciach bez zbliżeń. Styl taneczny Astaire’a powstał z połączenia stepowania, tańca towarzyskiego i baletowego.

## Życie prywatne
Astaire był konserwatystą, zwolennikiem Partii Republikańskiej, chociaż nie ujawniał publicznie swoich poglądów politycznych. Wraz z Bingiem Crosbym, George’em Murphym, Ginger Rogers i innymi aktorami był członkiem założycielem Hollywoodzkiego Komitetu Republikańskiego. Był praktykującym katolikiem, wspierał amerykańskie działania wojskowe oraz ignorował rosnącą otwartość seksualną w filmach z lat siedemdziesiątych.
Fred Astaire i Cary Grant uznawani byli za najlepiej ubranych aktorów w filmach amerykańskich. Astaire pozostał ikoną męskiej mody nawet w starszym wieku, rezygnując ze swojego znaku rozpoznawczego – białej muszki i fraka na rzecz przewiewnego stylu codziennego – dopasowanych kurtek sportowych, kolorowych koszulek i spodni – używał starego krawata lub jedwabnej apaszki zamiast paska od spodni.
Fred Astaire w 1933 ożenił się z Phyllis Potter, która zmarła w 1954; mieli syna Freda i córkę Avę. Był oddanym ojcem i często o poranku tańczył na schodach w domu rodzinnym, by zabawiać dwójkę swoich dzieci.
Jego przyjaciel, David Niven, określił go mianem „nieśmiałego chłopaka”, zawsze serdecznego, z zamiłowaniem do dowcipów szkolnych. Astaire był przez całe życie entuzjastą golfa i koni wyścigowych. W 1946 jego koń Triplate wygrał w Hollywood
Gold Cup i Handicap San Juan Capistrano. Pozostał aktywny fizycznie do osiemdziesiątki. W wieku siedemdziesięciu ośmiu lat złamał lewy nadgarstek podczas jazdy na deskorolce wnuka.
Jego twarz pojawiła się na okładce albumu The Beatles Sgt. Pepper’s Lonely Hearts Club Band.

## Nagrody
- 1950 – Oscar honorowy za całokształt pracy aktorskiej
- 1959 – nagroda Emmy
- 1961 – nagroda Emmy
- 1978 – nagroda Emmy
- 1981 – nagroda Amerykańskiego Instytutu Filmowego za całokształt twórczości
- Złoty Glob
  - 1950: najlepszy aktor w komedii lub musicalu Trzy krótkie słowa
  - 1975: Najlepszy aktor drugoplanowy Płonący wieżowiec
- 1975 – nagroda Nagroda BAFTA: Najlepszy aktor drugoplanowy Płonący wieżowiec

## Filmografia

### Lata 30.
- 1933 – Tańcząca Wenus jako on sam
- 1933 – Karioka jako Fred Ayres
- 1934 – Wesoła rozwódka jako Guy Holden
- 1935 – Roberta jako Huckleberry „Huck” Haines
- 1935 – Panowie w cylindrach jako Jerry Travers
- 1936 – Błękitna parada jako Bake Baker
- 1936 – Lekkoduch jako John „Lucky” Garnett
- 1937 – Zatańczymy? jako Peter P. Peters
- 1937 – Kłopoty małej pani jako Jerry Halliday
- 1938 – Zakochana pani jako Tony Flagg
- 1939 – Na skrzydłach sławy jako Vernon Castle

### Lata 40.
- 1940 – Druga zwrotka jako Danny O’Neill
- 1940 – Broadway Melody of 1940 jako Johnny Brett
- 1941 – Marzenia o karierze jako Robert Curtis
- 1942 – Moja najmilsza jako Robert Davis
- 1942 – Gospoda świąteczna jako Ted Hanover
- 1945 – Jolanda i złodziej jako Johnny Parkson Riggs
- 1948 – Parada wielkanocna jako Don Hewes
- 1949 – Przygoda na Broadwayu jako Josh Barkley

### Lata 50.
- 1950 – Trzy krótkie słowa
- 1951 – Królewskie wesele jako Tom Bowen
- 1952 – Nowojorska piękność jako Charlie Hill
- 1953 – Wszyscy na scenę jako Tony Hunter
- 1957 – Zabawna buzia jako Dick Avery
- 1957 – Jedwabne pończoszki jako Steve Canfield
- 1959 – Ostatni brzeg jako Julian Osborn

### Lata 60.
- 1961 – W przyjemnym towarzystwie jako Biddeford „Pogo” Poole
- 1968 – Tęcza Finiana jako Finian McLonergan

### Lata 70.
- 1972 – Imagine gościnnie jako on sam
- 1974 – Płonący wieżowiec jako Harlee Claiborne
- 1974 – To jest rozrywka! jako On Sam

## Dyskografia

### Lata 30.
- 1937: Shall We Dance

### Lata 40.
- 1942: Song Hits from Holiday Inn /z Bingiem Crosbym
- 1942: Fred Astaire In Songs From The Columbia Picture "You Were Never Lovelier"
- 1946: Blue Skies /z Bingiem Crosbym oraz Irvingiem Berlinem
- 1949: Barkleys Of Broadway /z Ginger Rogers

### Lata 50.
- 1951: Royal Wedding /z Jane Powell
- 1952: The Belle Of New York (Recorded Directly From The Sound Track Of The M-G-M Technicolor Musical)
- 1953: The Astaire Story
- 1953: The Band Wagon /z Nanette Fabray
- 1956: Mr. Top Hat
- 1957: Funny Face (Original Sound Track Recording) /z Audrey Hepburn
- 1958: Easy To Dance With
- 1959: Now

### Lata 60.
- 1960: Astaire Time
- 1962: Three Evenings With Fred Astaire
- 1964: Nothing Thrilled Us Half As Much
- 1964: Fred Astaire
- 1968: Finian's Rainbow (Original Motion Picture Soundtrack) /z Petulą Clark

### Lata 70.
- 1970: Santa Claus Is Comin' To Town
- 1973: Starring Fred Astaire
- 1974: Swing Time / The Gay Divorcee /z Ginger Rogers
- 1974: The Special Magic Of Fred Astaire
- 1974: Follow The Fleet / A Damsel In Distress
- 1975: Broadway Melody Of 1940 (Original Sound Track Recording) /z Eleanor Powell
- 1975: Lady Be Good / Funny Face
- 1975: A Couple of Song and Dance Men /z Bingiem Crosbym
- 1976: Attitude Dancing
- 1976: The Golden Age Of Fred Astaire
- 1976: Flying Down To Rio And Carefree /z Ginger Rogers
- 1978: The Astaire Story
- 1978: The Astaire Story vol. 2
- 1979: Yolanda And The Thief / You'll Never Get Rich
- 1979: An Evening With Fred Astaire

### Lata 80.
- 1982: Roberta /z Ginger Rogers
- 1982: Starring Fred Astaire
- 1983: The social Magic of Fred Astaire
- 1986: The Irving Berlin Songbook
- 1987: Stepping In Paradise